# 강태민 (군인)
강태민(姜泰敏, 1922년 ~ 1960년 10월 22일)은 일제강점기와 대한민국의 군인으로 본관은 진주이다.

## 생애
어린 시절에 만주국으로 이주했으며 젠다오성 룽징시에 있던 광명(光明)중학교를 졸업했다. 1941년 4월에 신징에 위치한 만주국 육군군관학교에 입학했고 1943년 4월에 만주국 육군군관학교 예과 3기 과정을 졸업했다. 1944년 5월에 일본 제국 육군사관학교에 편입학했고 1945년 6월에 일본 제국 육군사관학교 58기 과정을 졸업했다.
만주국군에서 견습군관 과정을 마친 다음에 만주국군 소위로 임관되어 조선인 만주국군 장교들과 함께 신징보안사령부에서 근무했다. 이러한 행적으로 인해 민족문제연구소의 친일인명사전에 수록되었다. 만주국군 중위로 복무하던 도중에 일본 제국이 중일 전쟁에서 패망하자 1946년 4월에 인천으로 귀국했다. 1949년 3월에 대한민국 육군사관학교 8기 특별 4차 과정을 졸업하고 대한민국 육군 소위로 임관되었다. 원래는 대한민국 해군에서 복무했으나 나중에 육군으로 편입되면서 장갑연대 제1대대장으로 복무하였다.
1950년 2월 15일에 육군 제22연대장으로 임명되면서 중령으로 임관되었다. 한국 전쟁에서는 한강 전투, 신사동-과천 전투, 시흥-안양-수원 전투, 영덕-강구 전투, 울진-평해 전투에 참전했으며 국민방위군 사관학교 교장, 육군 제3사단 참모장을 역임했다. 1951년 5월 25일에는 박정희의 뒤를 이어 육군 제9사단 참모장으로 임명되었다. 1952년 10월 13일에는 육군 포병장성 16인 가운데 한 사람으로 선발되어 광주 육군 포병학교에서 3개월 동안에 걸친 훈련 과정을 이수했고 나중에 미국으로 유학했다.
대한민국으로 귀국한 이후에 육군 포병 지휘관으로 임관되면서 준장으로 진급했고 1953년에는 육군 제9사단 포병단장으로 임명되었다. 1957년 8월에는 육군 제26사단장으로 임명되었다. 그 외에 육군 군수사령부 부사령관, 육군 제9사단 부사단장, 제3군단 부사단장, 육군 제8사단장, 군수사 부사령관으로 근무했다.
1959년 4월 26일에 육군에서 일어난 각종 사고에 대한 지휘 책임을 물어 육군 제20사단장을 역임했던 이정석 준장과 함께 예비군으로 편입되었다. 고향으로 돌아와서 요양 생활을 하다가 1960년 10월 22일에 사망했다. 1960년 11월 4일에 소장으로 추서되었다.

## 참고자료
- 민족문제연구소 (2009). 〈강태민〉. 《친일인명사전 1 (ㄱ ~ ㅂ)》. 서울. 127 ~ 128쪽.